# Stellberg (Melpers)
Der Stellberg ist ein 662,3 m ü. NHN hoher Berg der Vorder- und Kuppenrhön. Er liegt bei Melpers im thüringischen Landkreis Schmalkalden-Meiningen (Deutschland).

## Geographie

### Lage
Der Stellberg erhebt sich 1 km östlich der Grenze von Thüringen (Landkreis Schmalkalden-Meiningen) und Bayern (Landkreis Rhön-Grabfeld). Sein Gipfel liegt 1,1 km nördlich von Melpers, 2,8 km südsüdöstlich von Reichenhausen, 1,8 km südlich von Erbenhausen und 2,5 km südwestlich von Schafhausen. Über seinen West- und Südhang verläuft zwischen Melpers und Reichenhausen die Bundesstraße 285.

### Naturräumliche Zuordnung
Der Stellberg gehört in der naturräumlichen Haupteinheitengruppe Osthessisches Bergland (Nr. 35), in der Haupteinheit Vorder- und Kuppenrhön (353) und in der Untereinheit Kuppenrhön (353.2) zum Naturraum Auersberger Kuppenrhön (353.24). Nach Süden fällt die Landschaft in die Untereinheit Östliches Rhönvorland (353.3) ab.

### Rhein-Weser-Wasserscheide
Über den Stellberg verläuft die Rhein-Weser-Wasserscheide. Das Wasser der südwestlich vorbei am Berg fließenden Streu erreicht durch die Fränkische Saale und den Main den Rhein. Jenes der nordnordöstlich des Berges entspringenden Felda erreicht durch die Werra die Weser.

## Schutzgebiete
Auf dem Stellberg liegen Teile des Landschaftsschutzgebiets Thüringische Rhön (CDDA-Nr. 20897; 1989 ausgewiesen; 63,189 km² groß). Bis auf seine Westflanke reichen Teile des Fauna-Flora-Habitat-Gebiets Hohe Rhön (FFH-Nr. 5426-320; 16,2 km²) und bis auf die West- und Südostflanke solche des Vogelschutzgebiets Thüringische Rhön (VSG-Nr. 5326-401; 199,49 km²).